# Kenhorst, Pennsylvania
Kenhorst, Pennsylvania (енгл. Kenhorst) град је у америчкој савезној држави Пенсилванија.

## Демографија
По попису из 2010. године број становника је 2.877, што је 198 (7,4%) становника више него 2000. године.
| Група             | 2000.         | 2010.         |
| Белци             | 2.543 (94,9%) | 2.422 (84,2%) |
| Афроамериканци    | 22 (0,8%)     | 125 (4,3%)    |
| Азијати           | 43 (1,6%)     | 40 (1,4%)     |
| Хиспаноамериканци | 54 (2,0%)     | 277 (9,6%)    |
| Укупно            | 2.679         | 2.877         |